# Camporrobles
Camporrobles é um município da Espanha na província de Valência, Comunidade Valenciana. Tem 89,5 km² de área e em 2021 tinha 1 204 habitantes (densidade: 13,5 hab./km²).

## Demografia
| Variação demográfica do município entre 1991 e 2004 | Variação demográfica do município entre 1991 e 2004 | Variação demográfica do município entre 1991 e 2004 | Variação demográfica do município entre 1991 e 2004 |
| --------------------------------------------------- | --------------------------------------------------- | --------------------------------------------------- | --------------------------------------------------- |
| 1991                                                | 1996                                                | 2001                                                | 2004                                                |
| 1492                                                | 1398                                                | 1361                                                | 1372                                                |